# John Ashdown-Hill

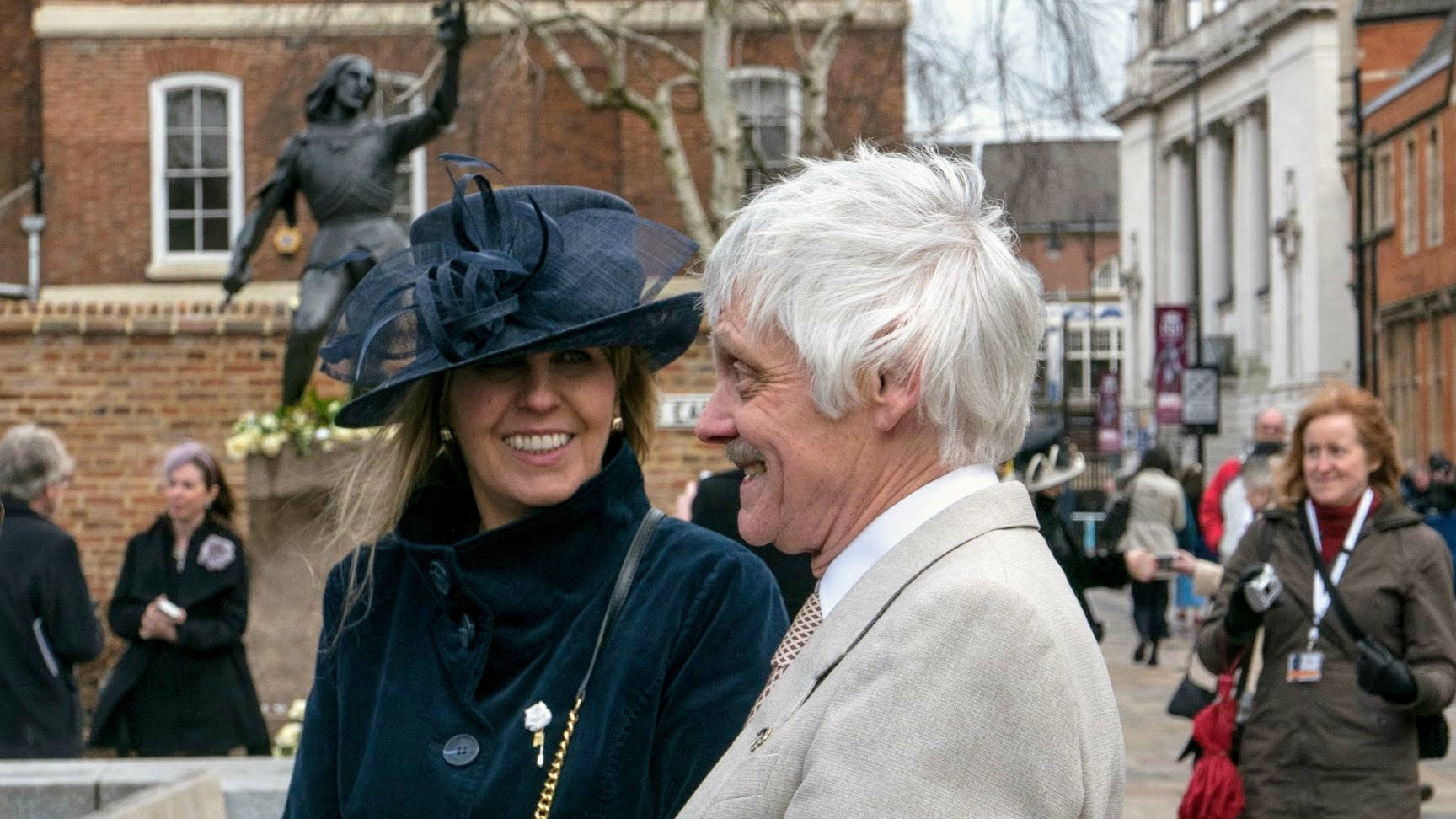
Philippa Langley und John Ashdown-Hill bei der Beisetzung Richard III. im Mai 2015

Louis John Frederick Ashdown-Hill MBE FSA (5. April 1949 – 18. Mai 2018) war ein britischer Historiker und Autor. Er war Experte für die Geschichte des Hauses York. Bekannt wurde er durch seine Rolle bei der Wiederentdeckung der sterblichen Überreste Richards III.

## Biografie
John Ashdown-Hill schloss sein Studium der Linguistik an der University of Essex mit einem Master ab und promovierte dort anschließend in mittelalterlicher Geschichte. Danach unterrichtete er Englisch, Französisch, Spanisch, Italienisch, modernes Griechisch und klassische Geschichte im Vereinigten Königreich, Tunesien, Spanien und der Türkei, um sich schließlich ganz seinen historischen Studien zu widmen. Er ist Autor von 13 Büchern zur Geschichte Englands in der Zeit der Rosenkriege, darunter The Last Days of Richard III (and the Fate of His DNA), das einen wesentlichen Anstoß für die Suche nach den sterblichen Überresten Richards III. gab.
Für seine Rolle beim Auffinden und Identifizieren der sterblichen Überreste Richards III. wurden ihm viele Ehrungen zuteil, darunter die Ehrendoktorwürde der Universität Essex und der Order of the British Empire.
John Ashdown-Hill starb am 18. Mai 2018 an einer Motoneuron-Krankheit.

## ProjektLooking for Richard
Im Jahre 2003 wurde John Ashdown-Hill von belgischen Kollegen gebeten, Verwandte Richards III. und seiner Schwester Margareta von York mit derselben mitochondrialen DNA zu suchen. Nach einem Jahr fand er eine rein weibliche Abstammungslinie von Richards ältester überlebender Schwester Anna von York zu der Kanadierin Joy Ibsen. Er stellte dieses Resultat auf Konferenzen 2006 in England und 2007 in Belgien vor.
Im Jahre 2004 überprüfte er auf Bitten der BBC eine Legende, nach der die Gebeine Richards bei der Auflösung der englischen Klöster bei Leicester in den Soar geworfen worden seien. Ashdown-Hill kam zu dem Schluss, dass dies nicht der Wahrheit entspricht.
Auf einem Treffen des schottischen Zweiges der Richard-III.-Gesellschaft wurde 2009 das Projekt Looking for Richard mit dem Ziel der Suche nach den sterblichen Überresten Richards III. ins Leben gerufen. Nach Einholung der erforderlichen Genehmigungen begannen im Jahr 2012 die Ausgrabungsarbeiten und hatten auf Anhieb Erfolg. Ashdown-Hill selbst trug die Gebeine des Königs vom Ort ihrer Auffindung zu den molekulargenetischen Untersuchungen an der Universität Leicester.
Für das feierliche Begräbnis Richards III. im Jahre 2015 spendierte Ashdown-Hill einen Rosenkranz und eine Begräbniskrone.

## Veröffentlichungen
- Eleanor. The Secret Queen. The Woman Who Put Richard III on the Throne. History Press, Stroud 2009, ISBN 978-0-7524-4866-4.
- Mediaeval Colchester's Lost Landmarks. Breedon Books, Derby 2009, ISBN 978-1-85983-686-6.
- Richard III’s ‘Beloved Cousyn’. John Howard and the House of York. History Press, Stroud 2009, ISBN 978-0-7524-5131-2.
- The Last Days of Richard III. History Press, Stroud 2010, ISBN 978-0-7524-5404-7 (Revised and updated edition, als: The Last Days of Richard III and the Fate of his DNA. History Press, Stroud 2013, ISBN 978-0-7524-9205-6).
- Royal Marriage Secrets. Consorts & Concubines, Bigamists & Bastards. History Press, Stroud 2013, ISBN 978-0-7524-8726-7.
- The Third Plantagenet. George, Duke of Clarence, Richard III’s Brother. History Press, Stroud 2014, ISBN 978-0-7524-9949-9.
- The Dublin King. The True Story of Lambert Simnel and the ‘Princes in the Tower’. History Press, Stroud 2015, ISBN 978-0-7509-6034-2.
- The Mythology of Richard III. Amberley, Stroud 2015, ISBN 978-1-4456-4467-7.
- The Wars of the Roses. Amberley, Stroud 2015, ISBN 978-1-4456-4524-7.
- The Private Life of Edward IV. Amberley, Stroud 2016, ISBN 978-1-4456-5245-0.
- Cecily Neville. Mother of Richard III. Pen & Sword History, Barnsley 2018, ISBN 978-1-5267-0632-4.
- The Poetry Of John Ashdown-Hill. Maximum Felix Media, Korumburra VIC 2018, ISBN 978-0-9945175-8-6.
- The Mythology of the ‘Princes in the Tower’. Amberley, Stroud 2018, ISBN 978-1-4456-7941-9.
- Elizabeth Widville. Lady Grey. Edward IV’s Chief Mistress, and the ‘Pink Queen’. Pen & Sword History, Barnsley 2019, ISBN 978-1-5267-4501-9.

### Als Koautor
- mit David Johnson, Wendy Johnson, Philippa J. Langley: Finding Richard III. The Official Account of Research by the Retrieval & Reburial Project. Edited by Annette J. Carson. Imprimis Imprimatur, Horstead 2014, ISBN 978-0-9576840-2-7.